# 조재민
조재민(趙在珉, 1978년 5월 22일 ~ )은 대한민국의 전 축구 선수이다.